# Amata punkikonis
Amata punkikonis är en fjärilsart som beskrevs av Embrik Strand 1915. Amata punkikonis ingår i släktet Amata och familjen björnspinnare. Inga underarter finns listade i Catalogue of Life.